# Wolfenbüttel (stacja kolejowa)
Wolfenbüttel (niem.: Bahnhof Wolfenbüttel) – stacja kolejowa w Wolfenbüttel, w kraju związkowym Dolna Saksonia, w Niemczech. Znajduje się na nie zelektryfikowanych liniach Brunszwik – Bad Harzburg i Wolfenbüttel – Helmstedt. Jest obsługiwana przez pociągi DB Regio i erixx, natomiast ruch dalekobieżny na stacji nie występuje.
Zabytkowy budynek dworca został przebudowy w latach 2004–2005, a wraz z nim zmieniono układ torowy na stacji, rozbierając jeden z trzech torów i degradując stację na przystanek kolejowy. Najbliższa stacja kolejowa, która obsługuje ruch dalekobieżny to Braunschweig Hauptbahnhof.
Istnieje połączenie do dziewięciu miejskich linii autobusowych, działającego od 1992 roku Kraftverkehrsgesellschaft Braunschweig i zatrzymują się one na dworcu autobusowym obok stacji.
Według klasyfikacji Deutsche Bahn stacja posiada kategorią 5.

## Historia
W dniu 1 grudnia 1838 roku stacja kolejowa została otwarta wraz z pierwszą publiczną linią kolejową w Niemczech z Brunszwiku do Wolfenbüttel.

## Połączenia
- RB 42 Bad Harzburg – Schladen (Harz) – Börßum – Wolfenbüttel – Braunschweig Hbf
- RB 43 Stralsund – Neubrandenburg/Rostock – Neustrelitz – Oranienburg – Berlin – Ludwigsfelde – Jüterbog – Lutherstadt Wittenberg/Falkenberg (Elster)
- RB 45 Braunschweig Hbf – Wolfenbüttel – Dettum – Schöppenstedt

## Linie kolejowe
- Brunszwik – Bad Harzburg
- Wolfenbüttel – Helmstedt